# Mattensprunganlage
Mattensprunganlage – kompleks skoczni narciarskich w austriackim Ramsau. W jego skład wchodzą skocznia normalna W90-Schanze oraz dwa mniejsze obiekty znane jako Minzelhofschanzen.
W90-Schanze została wybudowana w 1995 roku z myślą o zbliżających się Mistrzostw Świata w narciarstwie klasycznym w 1999 roku. Na skoczni rozegrano konkurs o tytuł mistrzowski na normalnym obiekcie (wywalczył go Japończyk Kazuyoshi Funaki), oraz konkurencje indywidualne w kombinacji norweskiej. Ponieważ kompleks skoczni w Ramsau nie posiada dużego obiektu, pozostałe konkurencje mistrzostw rozegrano na skoczni im. Paula Ausserleitnera w Bischofshofen.
Mattenschanze tylko raz gościło najlepszych skoczków w zawodach z cyklu Pucharu Świata. Miało to miejsce w przedmistrzowskim sezonie 1997/1998. W planach był jeszcze konkurs w sezonie 2000/2001. Został on jednak odwołany z powodu braku śniegu. Kilkakrotnie rozgrywano tu natomiast zawody Pucharu Kontynentalnego. Skocznia jest również często gospodarzem zawodów z cyklu Pucharu Świata w kombinacji norweskiej, a ostatnio także Pucharu Świata w skokach narciarskich kobiet.
Skocznia K-90 jest także bazą treningową dla wielu reprezentacji zarówno w letnim jak i zimowym sezonie.
Skocznia K-90 i cały kompleks skoczni jest pokryty igelitem. Były ulubioną bazą treningową Adama Małysza. Na Mattenschanze Polak odbył ostatnie treningi przed zwycięskimi dla niego Mistrzostwami Świata w 2003 roku.

## Dane techniczne
- kąt nachylenia w punkcie K: 36°
- kąt nachylenia na progu: 11°
- długość rozbiegu: 87 m
- długość progu: 3 m

## Międzynarodowe zawody w skokach narciarskich rozegrane na Mattenschanze
Stan na 15 grudnia 2012.

### Mistrzostwa świata
| Lp. | Data           | 1. miejsce       | 2. miejsce        | 3. miejsce      |
| --- | -------------- | ---------------- | ----------------- | --------------- |
| 1.  | 26 lutego 1999 | Kazuyoshi Funaki | Hideharu Miyahira | Masahiko Harada |

### Puchar Świata
| Lp. | Data             | 1. miejsce                             | 2. miejsce                             | 3. miejsce                             |
| --- | ---------------- | -------------------------------------- | -------------------------------------- | -------------------------------------- |
| 1.  | 11 stycznia 1998 | Masahiko Harada                        | Kazuyoshi Funaki                       | Hiroya Saitō                           |
|     | 8 grudnia 2000   | Zawody odwołano z powodu braku śniegu. | Zawody odwołano z powodu braku śniegu. | Zawody odwołano z powodu braku śniegu. |

### Puchar Świata kobiet
| Lp. | Data            | Uwagi | 1. miejsce     | 2. miejsce        | 3. miejsce       |
| --- | --------------- | ----- | -------------- | ----------------- | ---------------- |
| 1.  | 14 grudnia 2012 |       | Sara Takanashi | Coline Mattel     | Daniela Iraschko |
| 2.  | 18 grudnia 2020 |       | Marita Kramer  | Nika Križnar      | Sara Takanashi   |
| 3.  | 17 grudnia 2021 | KA    | Marita Kramer  | Katharina Althaus | Urša Bogataj     |

### Puchar Kontynentalny
| Lp. | Data           | 1. miejsce                        | 2. miejsce         | 3. miejsce                                   |
| --- | -------------- | --------------------------------- | ------------------ | -------------------------------------------- |
| 1.  | 1996/1997      | Frank Reichel Hein-Arne Mathiesen | –                  | brak danych                                  |
| 1.  | 4 lutego 2001  | Markus Eigentler                  | Frank Reichel      | Jure Bogataj Georg Späth Stefan Thurnbichler |
| 2.  | 23 lutego 2008 | Wolfgang Loitzl                   | Bastian Kaltenböck | Manuel Fettner                               |
| 3.  | 24 lutego 2008 | Manuel Fettner                    | Wolfgang Loitzl    | Bastian Kaltenböck                           |

### Puchar Kontynentalny kobiet
| Lp. | Data           | 1. miejsce     | 2. miejsce     | 3. miejsce                 |
| --- | -------------- | -------------- | -------------- | -------------------------- |
| 1.  | 19 lutego 2011 | Sara Takanashi | Ulrike Gräßler | Melanie Faißt              |
| 2.  | 20 lutego 2011 | Sara Takanashi | Ulrike Gräßler | Jacqueline Seifriedsberger |

### Letni Puchar Kontynentalny
| Lp. | Data             | 1. miejsce    | 2. miejsce    | 3. miejsce          |
| --- | ---------------- | ------------- | ------------- | ------------------- |
| 1.  | 14 sierpnia 2004 | Stefan Kaiser | Robert Mateja | Balthasar Schneider |
| 2.  | 15 sierpnia 2004 | Robert Mateja | Jernej Damjan | Andreas Kofler      |

### Letni Puchar Kontynentalny kobiet
| Lp. | Data             | 1. miejsce                                                          | 2. miejsce                                                          | 3. miejsce                                                          |
| --- | ---------------- | ------------------------------------------------------------------- | ------------------------------------------------------------------- | ------------------------------------------------------------------- |
| 1.  | 19 sierpnia 2007 | Daniela Iraschko                                                    | Anette Sagen                                                        | Izumi Yamada                                                        |
|     | 16 sierpnia 2008 | Zawody przeniesiono do Bischofshofen na skocznię Laideregg-Schanze. | Zawody przeniesiono do Bischofshofen na skocznię Laideregg-Schanze. | Zawody przeniesiono do Bischofshofen na skocznię Laideregg-Schanze. |

### FIS Cup
| Lp. | Data           | 1. miejsce       | 2. miejsce   | 3. miejsce      |
| --- | -------------- | ---------------- | ------------ | --------------- |
| 1.  | 19 lutego 2011 | Björn Koch       | Lukas Müller | David Winkler   |
| 2.  | 20 lutego 2011 | Markus Schiffner | Björn Koch   | Michael Hayböck |

### Alpen Cup
| Lp. | Data            | 1. miejsce   | 2. miejsce         | 3. miejsce |
| --- | --------------- | ------------ | ------------------ | ---------- |
| 1.  | 18 grudnia 2011 | Stefan Kraft | Rok Justin         | Jaka Hvala |
| 2.  | 18 grudnia 2011 | Stefan Kraft | Ulrich Wohlgenannt | Rok Justin |